# 糙鰭副粒鯰
糙鰭副粒鯰，為輻鰭魚綱鯰形目粒鯰科的其中一種，為熱帶淡水魚，分布於亞洲婆羅洲卡普阿斯河流域，體長可達3.4公分，棲息在森林覆蓋的溪流底層水域，生活習性不明。

## 扩展阅读
維基物種上的相關：糙鰭副粒鯰